# Vidar Hansen
Vidar Hansen (Askim, 24 dicembre 1954) è un allenatore di calcio ed ex calciatore norvegese, di ruolo attaccante.

## Carriera

### Giocatore

#### Club
Hansen giocò con la maglia del Fredrikstad, prima di passare al Lillestrøm. Con questa maglia, vinse una Norgesmesterskapet (1978), segnando una doppietta nella finale contro il Brann. In un triennio in squadra, giocò 57 incontri di campionato, con 7 reti all'attivo. Fece poi ritorno al Fredrikstad, dove rimase fino al 1984: proprio quell'anno, vinse un'altra edizione della Coppa di Norvegia. Nel 1986, dopo un anno allo Orje, tornò ancora al Fredrikstad. Dal 1988 al 1989, militò nelle file del Kråkerøy.

#### Nazionale
Conta 12 presenze per la Norvegia. Debuttò il 26 ottobre 1979, subentrando a Trygve Johannessen nel pareggio per 1-1 contro la Finlandia.

### Allenatore
Nel 1985, fu allenatore-giocatore dell'Orje.

## Palmarès

### Giocatore

#### Club

##### Competizioni nazionali
- Coppa di Norvegia: 2

Lillestrøm: 1978
Fredrikstad: 1984